# Trichocladium ismailiense
Trichocladium ismailiense är en svampart som beskrevs av Moustafa & Ezz-Eldin 1990. Trichocladium ismailiense ingår i släktet Trichocladium och familjen Chaetomiaceae.   Inga underarter finns listade i Catalogue of Life.